# Romaneto
Romaneto je prozaický epický literární žánr. Je nevelkého rozsahu, naplněného dramatickým dějem směřující k výrazné pointě.
Hlavní myšlenkou romaneta bývá rozpor mezi tajemnými jevy a jejich vědeckým vysvětlením. V české literatuře tento literární útvar zavedl Jakub Arbes, autorem názvu je však Jan Neruda. Prvním romanetem byl Arbesův Ďábel na skřipci uveřejněný poprvé v časopise Květy roku 1865. Mezi válkami psal v tomto stylu Ladislav Klíma (romaneto Utrpení knížete Sternenhocha). V zahraničí už podobný styl existoval delší dobu pod názvem „povídky s tajemstvím“.
Romaneto je novela, která se vyznačuje napínavým dějem s fantastickými či detektivními prvky. Jeho součástí je zdánlivě nepochopitelná záhada, která je v závěru racionálně vysvětlena.
Romaneto je próza na pomezí románu a novely. Stejně jako pro novelu je pro něj charakteristická tendence k pointovanosti, menší počet postav a subjektivní vypravěč. Na druhou stranu stejně jako román obsahuje romaneto obsáhlé faktografické, úvahové a vysvětlující pasáže. Podstatné jsou protiklady dokumentárnosti a fikce; konkrétnost místa a času a zároveň fantastický děj.
Samotný výraz romaneto či romanetto je uměle vytvořený na bázi italštiny, jde o tzv. nepravou výpůjčku. Rejzkův etymologický slovník (Rejzek, 2001) jej odvozuje od hypotetického italského deminutiva romanetto (‘malý román’). Pravidelným a lexikalizovaným deminutivem od it. romanzo (‘román’) je však it. romanzetto, zatímco it. výraz romanetto se sporadicky vyskytuje jako deminutivum od it. romano ‘Říman’, ‘pocházející z Říma’.